# Unterseeboot 224
Le Unterseeboot 224 (ou U-224) est un sous-marin allemand (U-Boot) de type VII.C utilisé par la Kriegsmarine (marine de guerre allemande) pendant la Seconde Guerre mondiale

## Historique
Mis en service le 20 juin 1942, l'Unterseeboot 224 reçoit sa formation de base à Kiel en Allemagne au sein de la 5. Unterseebootsflottille jusqu'au 31 octobre 1942, puis l'U-224 intègre sa formation de combat à Saint-Nazaire en France avec la 7. Unterseebootsflottille.
Il réalise sa première patrouille, quittant le port de Kiel le 17 octobre 1942 sous les ordres de l'Oberleutnant zur See Hans-Karl Kosbadt. Après Modèle:Nor de mer et un palmarès de deu navires marchands coulés pour un total de 9 535 tonneaux, l'U-224 rejoint Saint-Nazaire qu'il atteint le 9 décembre 1942.
L'Unterseeboot 224 a effectué deux patrouilles dans lesquelles il a coulé deux navires marchands pour un total de 9 535 tonneaux au cours de 65 jours en mer.
Sa deuxième patrouille le fait quitter la base sous-marine de Saint-Nazaire le 3 janvier 1943 toujours sous les ordres de l'Oberleutnant zur See Hans-Karl Kosbadt. Après 11 jours en mer, l'U-224 est attaqué et coulé le 13 janvier 1943 dans l'ouest de la Méditerranée à l'ouest d'Alger en Algérie à la position géographique de 36° 28′ N, 0° 49′ E par des charges de profondeur et un éperonnage de la corvette canadienne HMCS Ville de Québec.

Il n'y a qu'un seul survivant sur les 46 hommes de l'équipage lors de cette attaque.

## Affectations successives
- 5. Unterseebootsflottille à Kiel du 20 juin au 31 octobre 1942 (entrainement)
- 7. Unterseebootsflottille à Saint-Nazaire du 1er novembre 1942 au 31 octobre 1943 (service actif)

## Commandement
- Oberleutnant zur See Hans-Karl Kosbadt du 20 juin 1942 au 13 janvier 1943

## Patrouilles
|       | Commandant              | Départ          | Départ        | Arrivée         | Arrivée       | Jours    | Succès  |
| ----- | ----------------------- | --------------- | ------------- | --------------- | ------------- | -------- | ------- |
| 1     | Oblt. Hans-Karl Kosbadt | 17 octobre 1942 | Kiel          | 9 décembre 1942 | Saint-Nazaire | 54 jours | 9 535   |
| 2     | Oblt. Hans-Karl Kosbadt | 3 janvier 1943  | Saint-Nazaire | 13 janvier 1943 | Coulé         | 11 jours |         |
| Total | Total                   | Total           | Total         | Total           | Total         | 65 jours | 9 535 t |

Note : Oblt. = Oberleutnant zur See 

### Opérations Wolfpack
L'U-224 a opéré avec les Wolfpacks (meute de loups) durant sa carrière opérationnelle:
1. Puma (26 octobre 1942 - 29 octobre 1942)
2. Natter (30 octobre 1942 - 8 novembre 1942)
3. Kreuzotter (8 novembre 1942 - 18 novembre 1942)

## Navires coulés
L'Unterseeboot 224 a coulé deux navires marchands pour un total de 9 535 tonneaux au cours des deux patrouilles (65 jours en mer) qu'il effectua.
| Date             | Navire     | Pavillon | Tonnage | Convoi | Fait  |
| ---------------- | ---------- | -------- | ------- | ------ | ----- |
| 29 octobre 1942  | Bic Island | Canada   | 3921    | HX-212 | Coulé |
| 12 novembre 1942 | Buchanan   | Panama   | 5 614   |        | Coulé |

### Référence
1. ↑  http://uboat.net/boats/successes/u224/html

### Source
- (en) Cet article est partiellement ou en totalité issu de l’article de Wikipédia en anglais intitulé « German submarine U-224 » (voir la liste des auteurs).